# 10285 Renémichelsen
A 10285 Renemichelsen (ideiglenes jelöléssel 1982 QX1) a Naprendszer kisbolygóövében található aszteroida. Claes-Ingvar Lagerkvist fedezte fel 1982. augusztus 17-én.